# Никольская (Шенкурский район, 11258820027)
Никольская — нежилая деревня в Шенкурском районе Архангельской области. Входит в состав муниципального образования «Ровдинское».

## География
Деревня расположена в южной части Архангельской области, в таёжной зоне, в пределах северной части Русской равнины, в 80 километрах на юго-запад от города Шенкурска, на правом берегу реки Суланда, притока Пуи. Ближайшие населённые пункты: на севере деревни Кабановская и Запаковская.
Часовой пояс
Никольская, как и вся Архангельская область, находится в часовой зоне МСК (московское время). Смещение применяемого времени относительно UTC составляет +3:00.

## Население
| 2002 | 2010 | 2012 |
| ---- | ---- | ---- |
| 184  | ↘158 | ↘0   |

## История
Указана в «Список населенных мест Архангельской губернии на 1 мая 1922 года». Насчитывала 2 двора, 5 жителей мужского пола и 4 женского.